# Pycnogonum litorale
Pycnogonum litorale là một loài nhện biển trong họ Pycnogonidae. Tên gọi trong tiếng Hà Lan đề cập đến bề ngoài trông giống như hình ảnh biểu tượng của lốp xe của nhà sản xuất lốp xe Michelin.
Con đực trưởng thành dài 2 inch, chân tương đối ngắn. Loài nhện này phân bố ở vùng biển nước lạnh đông bắc biển Đại Tây Dương. Chúng cũng có thể được tìm thấy dọc theo bờ biển Hà Lan.